# David Livingstone
David Livingstone (n. 19 martie 1813, Blantyre⁠(d), Scoția, Regatul Unit al Marii Britanii și Irlandei – d. 1 mai 1873, Ilala Hill⁠(d), Provincia de Nord, Zambia, Zambia) a fost un medic scoțian, misionar protestant și explorator al Africii Centrale și de Est, devenit celebru datorită eforturilor deosebite din timpul vieții și a luptei sale împotriva sclaviei.

## Viața
Provenind dintr-o familie săracă, David Livingstone a lucrat într-o țesătorie de la vârsta de zece ani, urmând paralel și cursuri serale, deși ziua de lucru era de 14 ore.
După studii de medicină și teologie la Glasgow, a fost trimis de către Societatea de misionari din Londra ca medic și misionar în Africa de Sud. Stabilindu-se la o misiune  din ținutul muntos Kuruman din sudul „țării” Beciuana (1841), învață limba băștinașilor și se căsătorește cu fiica misionarului local Robert Moffat.
Traversând de la sud la nord  deșertul Kalahari descoperă și explorează (1 august 1849) Lacul Ngami situat la 21° latitudine sudică. Doi ani mai târziu , în 1851 înaintează spre nord est de Lacul Ngami, traversează  fluviul Zambezi, organizându-și în așezarea Seshéké, o bază pentru călătoria ce plănuia să o întreprindă.
Prima sa mare călătorie o începe în 1853, urcând în amonte pe fluviul Zambezi fiind însoțit de 160 negri în 33 de bărci. Înaintează până la 12° latitudine sudică, pătrunde pe un afluent vestic și, la 11° latitudine sudică, depășind un interfluviu puțin înalt, intră în bazinul fluviului Congo, continuându-și drumul până pe țărmul Oceanului Atlantic la Luanda (31 mai 1854). După un scurt popas navighează la amonte pe râul Congo până la izvoarele sale, trece în bazinul lui Zambezi și coborând pe marele fluviu, descoperă cascada Victoria (1855), atingând țărmul Oceanului Indian la Quelimane și încheind astfel traversarea continentului african la 20 mai 1856. Călătoria sa a dovedit că Africa Centrală tropicală la sud de paralela 8° latitudine sudică este un platou înalt puțin coborât în centru.
După ce se întoarce cu familia sa în patrie (decembrie 1856), este numit consul la Quelimane și revine pe pământul Africii împreună cu soția, fiul și fratele său Charles (mai 1858).
În cursul celei de a doua călătorii, explorează (1859) cursul inferior al fluviului Zambezi și afluentul său nordic Shire, descoperind cascada Murchison. Cartografiază pentru prima oară lacul Shirwa  și cercetează marele lac Nyassa, căruia îi întocmește prima hartă exactă (1861). După moartea soției sale pe fluviul Zambezi în ianuarie 1862, își continuă călătoria explorând în continuare Lacul Nyasa. După ce pleacă la Londra, revine în Africa orientală în 1866. Urcând pe râul Ruwuma până la izvoare, traversând munții care îi poartă numele, ocolește lacul Nyassa pe la sud și vest și pătrunde în regiunea puțin explorată a lacului Mweru. Deși bolnav, explorează regiunea din vestul și sud-vestul Lacului Tanganyika (1868), descoperind Lacul Bangweulu și râul Lualaba, care era socotit, just, ca fiind cursul superior al fluviului Congo .
Împreună cu H.M. Stanley, explorează (1871-1872) țărmul nordic al lacului Tanganyika, convingându-se că nu are nici o legătură cu Nilul. Cercetează din nou țărmul de sud est al lacului Tanganyika (1873) și  se îndreaptă spre Lacul Bangweulu, pe țărmul căruia se stinge din viață.

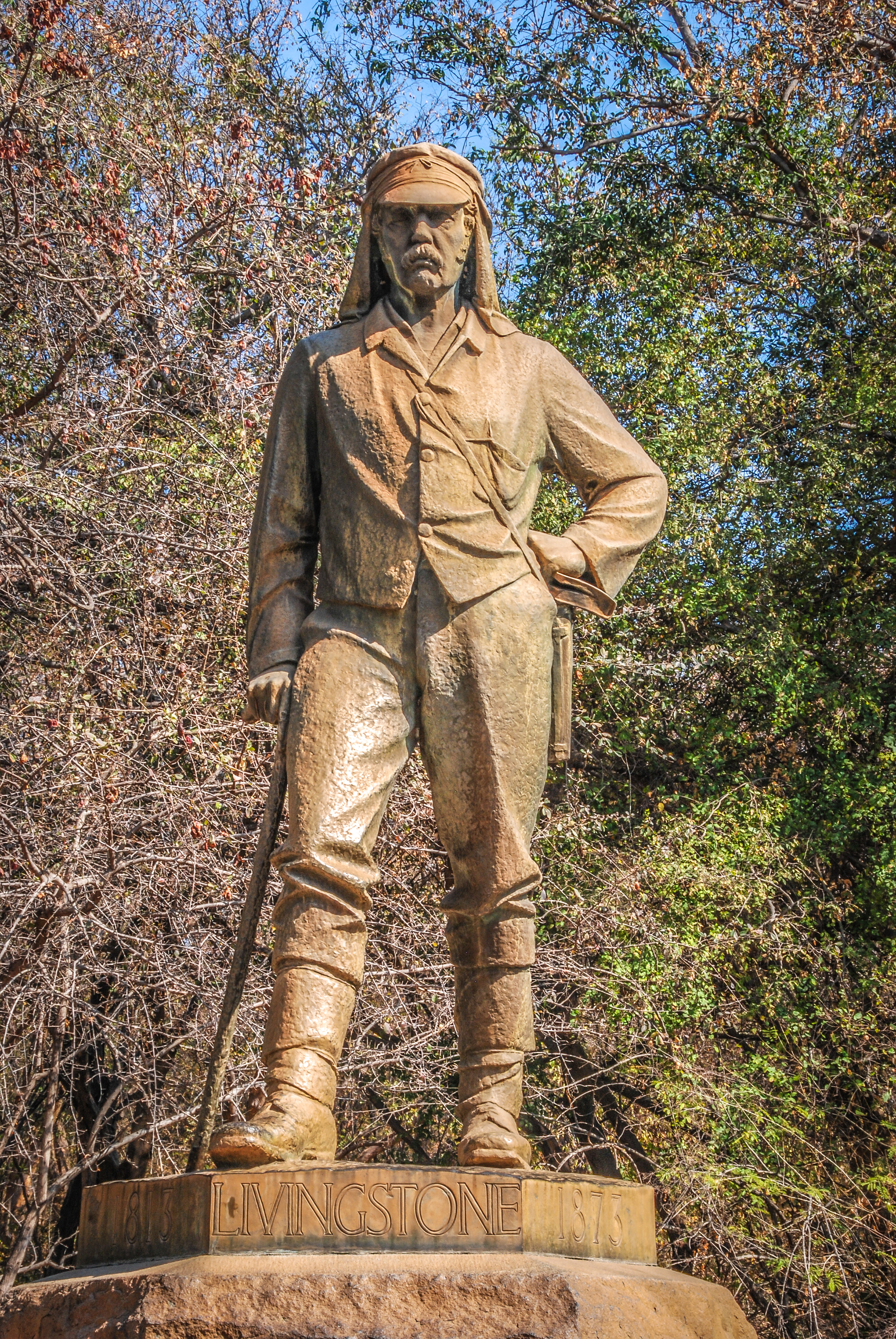
Memorial David Livingstone, Cascada Victoria

El a murit în Zambia, iar inima sa a fost îngropată sub un arbore mvula, aproape de locul morții, iar trupul și jurnalele sale de călătorie au fost transportate pe brațe mii de kilometri, din Zambia până în Anglia, de câțiva dintre oamenii săi credincioși,  pentru a fi îngropate la Westminster Abbey. 
Campaniile desfășurate de el,  combinate cu ineditul funeraliilor sale au contribuit decisiv la abolirea sclaviei în Africa de Est, ceea ce s-a și realizat în 1873.
Pentru rezultatele călătoriilor sale a primit medalia de aur a Societății Regale de geografie din Londra.

## Opera
- Missionary travels and researches in South Africa (Londra, 1857)
- Travels on the Zambezi in 1858 - 1864 (1865)

Însemnările sale zilnice, aduse la Londra de către H.M. Stanley, au fost publicate sub titlul : The last travel's David Livingstone (1874).